# Belbolla nematoda
Belbolla nematoda is een rondwormensoort uit de familie van de Enchelidiidae.